# 邱进
邱进（1954年12月26日—），中国人民大学毕业，大学学历。曾任中华人民共和国国家安全部副部长，副总警监警衔。
1987年6月起任共青团北京市委副书记，中华全国学生联合会副秘书长。
2002年起任国家安全部部长助理、八局局长，国家安全部副部长。2012年处理王立军事件时，邱进从成都带王立军回京，因邱进一行人的航班乘客信息被网民曝光，邱进闻名全国。
邱进是中共十八大代表。2008年，当选第十一届全国政协委员，代表特别邀请人士，分入第五十七组。
2015年1月19日，新加坡《联合早报》报道邱进因与周永康关系密切被中纪委调查。2月12日，《人民日报》发表了邱进的长篇文章《以总体国家安全观为指导学习贯彻反间谍法》对此进行辟谣。